# Epiplema adornata
Epiplema adornata är en fjärilsart som beskrevs av W. Warren 1907. Epiplema adornata ingår i släktet Epiplema och familjen Uraniidae. Inga underarter finns listade i Catalogue of Life.